# T Express
T Express in Everland (Yongin-si, Gyeonggi-do, Südkorea) ist eine Holzachterbahn vom Modell Prefabricated Wooden Coaster des Herstellers Intamin, die am 14. März 2008 eröffnet wurde. Der Name von T Express wurde nach dem südkoreanischen Telekommunikationsanbieter T World benannt, welcher der Sponsor der Bahn ist. Zu ihrer Eröffnung war sie mit einem Gefälle von 77° die steilste Holzachterbahn der Welt.

## Züge
T Express besitzt drei Züge mit jeweils sechs Wagen. In jedem Wagen können sechs Personen (drei Reihen à zwei Personen) Platz nehmen.